# Passatemps (Mallorca)

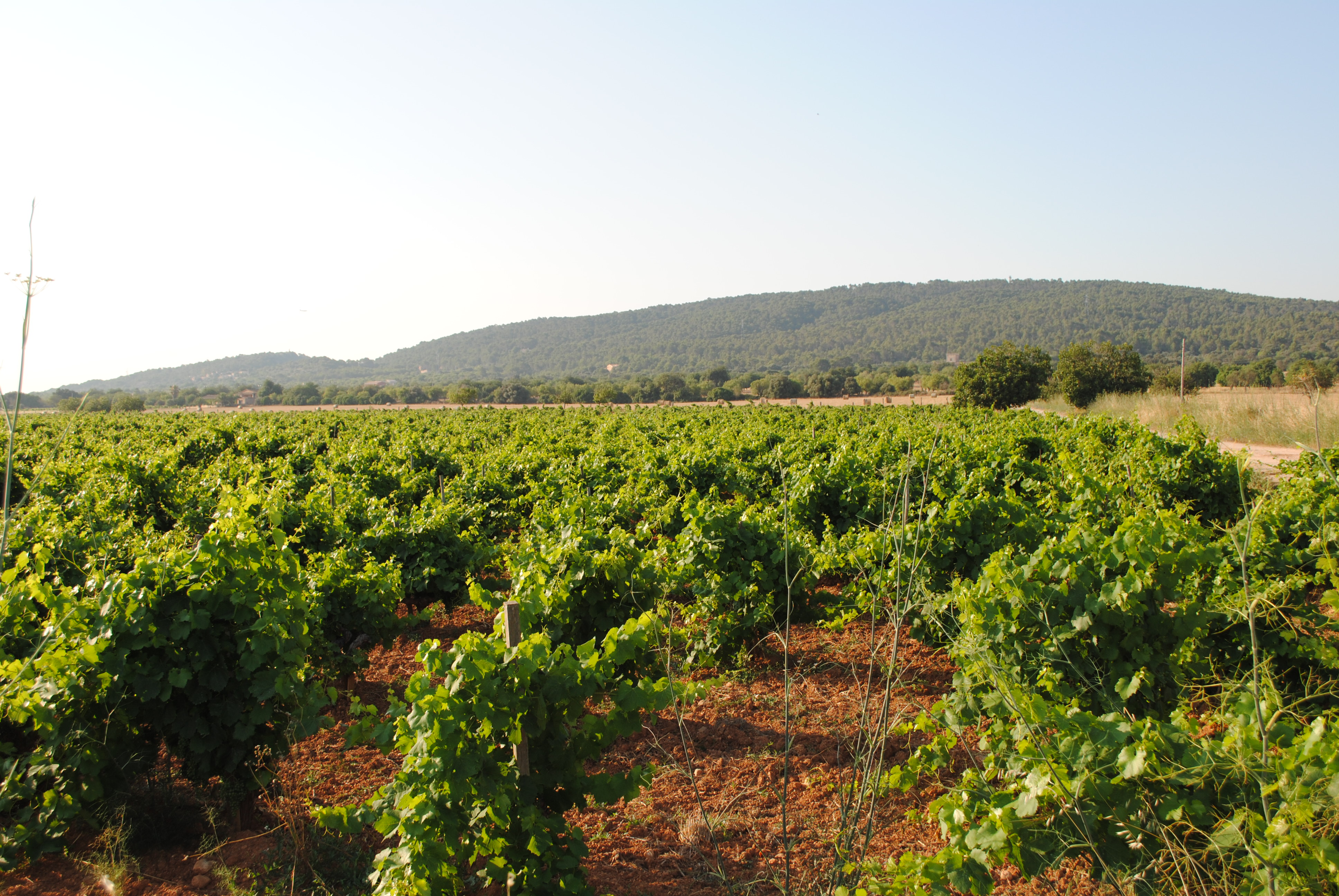
Passatemps, vist des del vinyet

Passatemps és una petita comarca del municipi de Santa Maria del Camí (Mallorca) que inclou tot el coster nord-oest del Puig de Son Seguí fins a la carretera de Sencelles. Inclou les possessions de: Can Moranta, Son Collet, Can Verderol, Son Borràs, Son Crespí i Son Seguí. La comarca està unida al nucli urbà de Santa Maria del Camí a través del Camí de Passatemps.
Documentada des del segle xv, ha servit per qualificar persones i indrets: Joan de Passatemps, Son Crespí de Passatemps… L'escriptor mallorquí Joan Rosselló i Crespí 1854-1935), descendent per línia materna dels Crespí de Passatemps, utilitzà el pseudònim Joan de Passatemps en les seves col·laboracions a la revista La Roqueta.

## Primeres citacions
El 1476 Pere Joan Albertí arrendà una alqueria anomenada Passatemps o Torre d'en Borràs a Bernat Anglès. Aquesta alqueria era l'actual Son Seguí. El 1527 Jaume Gelabert i Miquel Mas venen a Miquel Crespí un rafal anomenat Passatemps. Es tracta de l'actual Son Crespí. El 1541 Antoni Borràs, d'Alaró, compra una possessió anomenada Passatemps (Son Borràs actual).